# Joram Kaat
Joram Kaat (Dordrecht, 5 februari 1994) is een Nederlandse radio-dj/-presentator op NPO Radio 1, eerder NPO 3FM en is televisiepresentator bij de EO.

## Biografie
Kaat is geboren in Dordrecht. Na de havo studeert hij Media, Informatie & Communicatie aan de Hogeschool van Amsterdam.

### Radio
Kaats radiocarrière begon op 15-jarige leeftijd in 2009 bij de lokale omroep ATOS RTV (Zwijndrecht/Hendrik-Ido-Ambacht), waar hij anderhalf jaar het radioprogramma Tegengas maakte. Vervolgens ging hij bij Xnoizz Positive Radio (het latere BEAM Radio) van de EO aan de slag. Hier maakte hij de programma's De Soos met Joram, The Hangout en Refresh. Hier werd hij opgepikt op NPO 3FM.
Bij NPO 3FM presenteerde hij Joram. In het najaar van 2014 nam Kaat het programma Jouw Weekendfinale! over van Klaas van Kruistum, dit nadat Van Kruistum vertrok naar de KRO-NCRV. In augustus 2015 verdween dit programma en kreeg Kaat een eigen programma dat een uur langer duurde, Joram. Hij is sindsdien elke zondagavond tussen 21:00 uur en 00:00 uur te horen op NPO 3FM. Vanaf november 2016 wordt zijn programma op vrijdagavond uitgezonden. Per oktober 2018 is Joram wederom te horen op de zondagavond tussen 22:00u en 00:00 uur met Kaat tot Laat. 
Kaats betrokkenheid bij NPO 3FM stopte eind 2021, toen hij de overstap naar NPO Radio 1 maakte, waar hij vier avonden in de week het programma Langs de Lijn En Omstreken presenteert. Eerder was hij op die zender te horen als presentator van Dit is de Zaterdag.

### Televisie
Verder is Kaat het gezicht van BEAM, het jongerenplatform van de EO. Hij presenteert evenementen en video's, waaronder de langlopende, vijftig delen tellende reeks Denkstof, samen met Reinier Sonneveld. Sinds 2015 presenteert hij de EO-Jongerendag. Ook ontwikkelt en presenteert hij diverse (online) programma's voor NPO 3.
In 2016 speelde hij een discipel in The Passion. In 2017 was hij een van de vijf vaste presentatoren van NPO 3's Club Hub, naast Emma Wortelboer, Gwen van Poorten, Cesar Majorana en Quinty Misiedjan. 
In 2020 en 2021, tijdens de coronacrisis in Nederland, was Kaat presentator van de zeventig BEAM-kerkdiensten die live werden uitgezonden op zowel NPO 2 als YouTube.